# 오시마 쇼타로
오시마 쇼타로(大島正太郎, 1943년 9월 20일 ~ )는 일본의 외교관이다. 15대 주한 대사를 지냈다.

## 생애
도쿄도 출신. 1968년 도쿄대학교 법학부 졸업. 1997~2000년 외무성 경제국장. 2000~2001년 주 사우디아라비아 대사. 2001~2002년 경제 담당 외무심의관. 2002~2005년 주 제네바 국제기관 일본 정부 대표부 대사. 2005~2007년 주한 대사. 2007~2008년 국제무역.경제담당 겸 사찰담당 대사. 2008년 퇴직. 도쿄대학교 공공정책대학원 객원교수. 2012년 5월 내각관방 내각심의관 겸 환태평양경제동반자협정(TPPA) 관계국과 협의 담당 정부 대표.
| 전임 다카노 도시유키 | 제15대 주대한민국 일본 대사 2005년 8월 5일 ~ 2007년 9월 | 후임 시게이에 도시노리 |